# San José Chiltepec
San José Chiltepec là một đô thị thuộc bang Oaxaca, México. Năm 2005, dân số của đô thị này là 10203 người.